# آی‌سی ۱۵۱۶
آی‌سی ۱۵۱۶ یک کهکشان است.